# كارلي باترسون
كارلي باترسون (بالإنجليزية: Carly Patterson) هي لاعبة جمباز فني وموسيقية ومغنية أمريكية، ولدت في 4 فبراير 1988 في باتون روج في الولايات المتحدة.

## وصلات خارجية
- كارلي باترسون على موقع الاتحاد الدولي للجمباز (licence) (الإنجليزية)
- كارلي باترسون على موقع الاتحاد الدولي للجمباز (biography) (الإنجليزية)
- كارلي باترسون على موقع اللجنة الأولمبية الدولية (الإنجليزية)
- كارلي باترسون على موقع أوليمبيديا (الإنجليزية)
- كارلي باترسون على موقع IMDb (الإنجليزية)
- كارلي باترسون على موقع قاعدة بيانات الفيلم (الإنجليزية)